# 丹尼尔·阿卡卡
丹尼尔·卡希基納·阿卡卡（英語：Daniel Kahikina Akaka；1924年9月11日—2018年4月6日；中文名李碩），前美国参议院民主黨籍的聯邦參議員。他是美国參議院首名夏威夷原住民，也是本届唯一有華裔血統的参议员，祖父母來自廣東汕頭，而外祖父母則是夏威夷原住民。
阿卡卡於夏威夷檀香山出生，二戰期間於美国陆军工兵隊服役，於塞班岛及天寧島提供支援。1952年於夏威夷大学取得教育学學士學位，1956年取得硕士學位。
阿卡卡於1976年當選聯邦眾議員，並於往後七屆選舉中成功連任。
1990年4月，日裔參議員松永正幸病故，阿卡卡獲委任為聯邦參議院臨時議員，並於5月16日宣誓就職，以替代松永的議席。同年11月正式當選，以完成松永餘下的四年任期，而後連任三屆（1994年、2000年、以及2006年），但於2011年3月宣佈將不於2012年的選舉中尋求第四次連任。在同為代表夏威夷州的丹尼爾·井上參議員於2012年12月17日逝世後，阿卡卡參議員成為夏威夷州的資深聯邦參議員，阿卡卡參議員於2013年1月3日離職。